# Воробьёвка (Унечский район)
Воробьёвка — деревня в Унечском районе Брянской области в составе Унечского городского поселения.

## География
Находится в центральной части Брянской области на расстоянии приблизительно 2 км на север по прямой от районного центра города Унеча.

## История
Упоминалась с середины XIX века как хутор. В середине XX века работал колхоз «Победа». В 1892 году здесь (хутор Воробьёвский Суражского уезда Черниговской губернии) учтено было 6 дворов.

## Население
Численность населения: 37 человек (1892 год), 134 человека (русские 100 %) в 2002 году, 119 в 2010.